# Битва під Дамме (1213)
Битва під Дамме — морська битва, що відбулась у квітні 1213 року поблизу Дамме (сучасна Голландія) між англійським та французьким флотом.

## Короткі відомості
У 1213 році король Франції Філіп II Август мав намір вторгнутись до Фландрії, для чого зібрав флот і намагався атакувати англійців з моря. Проте морські сили англійців під командуванням графа Солсбері у кількості 500 кораблів атакували та розсіяли французів. В ході битви англійці захопили 300 і спалили 100 французьких кораблів, в результаті чого королю Філіпу довелось відмовитись від своїх планів.